# Rosso Canosa
Rosso Canosa ist ein Rotwein aus der Region Apulien in Italien. Die Rotweine aus dem Gebiet um die Stadt Canosa di Puglia besaßen ab dem 24. Februar 1979 den Status einer Denominazione di origine controllata (kurz DOC). Die Denomination existiert jedoch nicht mehr. Häufig findet man auf dem Etikett den Namen Canusium. Dies ist der römische Name der Stadt Canosa.
Der Wein wird in der Hauptsache aus der Rebsorte Uva di Troia hergestellt (Anteil 65 %). Ergänzt wird er um die Sorten Montepulciano und/oder Sangiovese.
- Farbe: intensives rubinrot
- Duft: weinig und alkoholisch
- Alkoholgehalt: 12–13,5 Volumenprozent
- Säuregehalt: 5–6,5 g/l

Nach zwei Jahren Lagerung beim Winzer sowie einem Mindestalkoholgehalt von 13 Vol.-% darf der Wein die Qualitätsbezeichnung Riserva tragen.